# Voọc xám Đông Dương
Voọc xám Đông Dương (Danh pháp khoa học: Trachypithecus phayrei crepusculus) hay còn gọi là Voọc xám Đông Nam Á hay gọi đơn giản là Voọc xám ở Việt Nam, là một trong ba phân loài của loài Voọc xám (Trachypithecus phayrei) phân bố ở vùng Đông Nam Á. Một số nghiên cứu cho rằng chúng được coi là một loài riêng biệt với danh pháp khoa học là Trachypithecus crepusculus, danh pháp đồng nghĩa Presbytis crepusculus. Chúng là loài linh trưởng phân bố ở khu vực Đông Nam Á. Tuy nhiên, số lượng của loài này ở Việt Nam không còn nhiều. Mức độ đe dọa ở bậc V (sắp nguy cấp, số lượng còn rất ít).
Voọc xám phân bố ở nhiều khu rừng từ Tây Bắc cho đến Nghệ An. Chúng có bộ lông màu xám tro, trên đầu có mào lông, da bao quanh mắt có màu xanh, lông ở vùng lưng thẫm hơn ở vùng bụng. Bên hông có các lông dài, đầu lông có ánh bạc. Voọc xám sống ở những vùng rừng cây cao trên núi đá vôi, không sống trên rừng hỗn giao tre nứa. Hiện trạng về phân bố, và số lượng voọc xám ở Việt Nam trong những năm gần đây chưa được nghiên cứu đầy đủ.

## Đặc điểm

### Mô tả
Đây là loài khỉ có thân hình thon nhỏ, trọng lượng từ 5–9 kg. Chúng có đặc điểm nhận dạng là bộ lông màu xám tro tới màu nâu đen, trên đầu có mào lông, đỉnh đầu có mào lông xám, da bao quanh mắt có màu xanh và trắng. Lông ở vùng lưng thẫm hơn ở vùng bụng. Bên hông có các lông dài, đầu lông có ánh bạc. Đuôi dài hơn thân, lông đuôi rất dài. Chân tay rất dài, chân tay có màu đen, phần trên cánh tay, chân và đuôi có màu xám bạc. 

### Tập tính
Voọc xám sống trong các khu rừng trên núi đá các tỉnh miền núi phía Bắc và Bắc Trung Bộ. Chúng sống thành từng nhóm từ 3- 30 cá thể. Chúng sống ở những vùng rừng cây cao trên núi đá vôi, không sống trên rừng hỗn giao tre nứa. Chúng hoạt động vào ban ngày. Cuộc sống leo trèo trên cây. Có thể gặp chúng kiếm ăn ở vùng đồi cây bụi gần rừng. Có thể gặp chúng kiếm ăn ở vùng đồi cây bụi gần rừng. Thường ngủ trên các vách núi đá vôi dựng đứng hoặc trên tán cây cao rậm kín gió.
Voọc xám sống chung với khỉ mốc, khỉ vàng nhưng không cạch tranh về thức ăn. Thức ăn là lá và chồi non, thức ăn chủ yếu là quả 24,4%, lá 58,4%, các loại khác 9,7%. Kẻ thù tự nhiên là các loài thú ăn thịt cỡ lớn. Voọc xám sinh sàn quanh năm. Đã gặp voọc cái có chửa vào tháng 3 và tháng 7. Gặp voọc mẹ mang con trên ngực vào các tháng 4, 6, 10, 12. Mổi lứa để một con, con non mới đẻ màu vàng nhạt. Gặp voọc cái có chửa vào tháng 3 và tháng 7. Gặp voọc mẹ mang con trên ngực vào tháng 4, 6, 10, 12.

## Phân bố

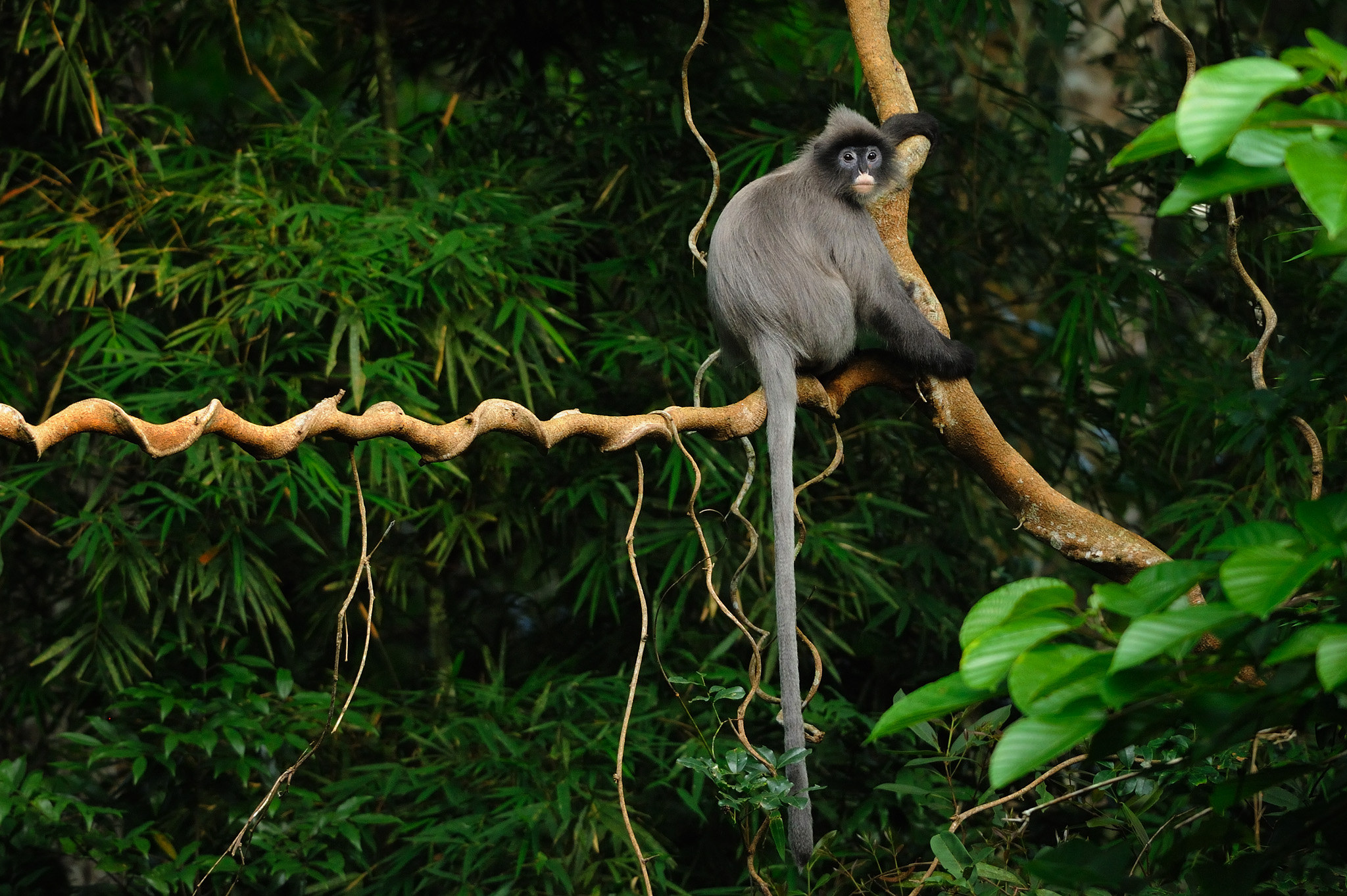
Voọc xám Đông Dương ở Khu bảo tồn Phu Khieo, Thái Lan

Trên thế giới phân loài này có ở Miến Điện, Thái Lan, Lào, Campuchia, phía Nam Trung Quốc. Riêng ở Việt Nam, Voọc xám phân bố ở một số nơi như: Yên Bái (Trấn Yên, Nghĩa Lộ); Lai Châu, Hà Tây, Hòa Bình, Vĩnh Phú, (Thanh Sơn), Ninh Bình (Hoàng Long), Thanh Hóa (Lang Chánh, Hồi Xuân), Nghệ An (Quế Phong, Quỳ Châu, Kỳ Sơn, Tương Dương, Anh Sơn), Lai Châu (Mường Nhé, Mường Tè), Hà Tây, Hòa Bình (Kim Bôi), Thanh Hoá (Hồi Xuân, Thường Xuân), Ninh Bình (Cúc Phương), Nghệ An (Nghĩa Đàn, Quế Phong, Kỳ Sơn), Hà Tĩnh (Anh Sơn), Quảng Bình (Bố Trạch, Tuyên Hoá, Minh Hoá).

## Ở Việt Nam

### Tình hình chung
Trước năm 1975, loài này còn gặp rất phổ biến ở các khu rừng già thuộc các tỉnh Tây Bắc Việt Nam trên diện tích ước tính khoảng trên 2.000km2. Từ năm 1975 trở lại đây tình trạng của loài thay đổi rõ rệt. Số lượng quần thể giảm mạnh. Số lượng tiểu quần thể hiện nay trên 10. Nguyên nhân biến đổi có thể là nơi cư trú bị xâm hại, rừng bị chặt phá, diện tích rừng tự nhiên bị thu hẹp và đây là đối tượng săn bắt để nấu cao, buôn bán và xuất khẩu. Hiện nay, voọc xám tuy phân bố rộng nhưng số lượng không nhiều, và ít nhất trong các loài voọc ở Cúc Phương vào những năm 60 số lần gặp voọc xám ít hơn số lần gặp voọc mông trắng. Đợt nghiên cứu vào tháng 7 năm 1989 không gặp voọc xám ở Cúc Phương, có thể chúng đã không còn. Hiện trạng về phân bố, và số lượng trong những năm gần đây chưa được nghiên cứu đầy đủ.
Chúng là loài thú hiếm ở Việt Nam, vì chúng có giá trị khoa học cao có thể dùng làm mẫu vật nghiên cứu, dùng để nuôi làm cảnh ở các vườn thú hay công viên hoang dã. Biện pháp bảo vệ là cấm tuyệt đối săn bắn voọc xám. Thành lập khu nuôi bán tự nhiên trong Vườn quốc gia Cúc Phương để giữ và nhân giống. Chúng đã Đã được đưa vào Sách đỏ Việt Nam 2000 và danh sách các loài cần được bảo vệ của ngành Lâm nghiệp (Phụ lục IB Nghị định 32/2006/NĐ-CP ngày 22/4/2002 của Chính phủ). Hiện nay loài này cũng được bảo vệ trong các khu bảo tồn như: Khu bảo tồn thiên nhiên Mường Nhé (Lai Châu), Vũ Quang, Kẻ Gỗ (Hà Tĩnh), Khe Nét (Quảng Bình). Đây là loài khỉ chuyên ăn lá duy nhất đã được Vườn thú Hà Nội nuôi dưỡng và phát triển tốt.

### Các phát hiện
Vào tháng 3 năm 2009, các nhà khoa học thuộc Khu bảo tồn thiên nhiên Pù Huống, Viện Sinh thái và Tài nguyên sinh vật phối hợp với Quỹ Quốc tế Bảo vệ thiên nhiên (WWF) đã khảo sát tại xã Diễn Lãm, huyện Quỳ Châu, tỉnh Nghệ An, một xã nằm trong khu bảo tồn tồn thiên nhiên Pù Huống đã phát hiện được một đàn Voọc xám khoảng bốn con. Năm 2009, Nghệ An phát hiện vượn đen má trắng và voọc xám, tại Khu bảo tồn thiên nhiên Pù Huống (huyện Quỳ Châu-Nghệ An) đã phát hiện đàn voọc xám khoảng bốn con tại khe Pù Cấm, rừng Pù Huống, thuộc xã Diễm Châu-Quỳ Châu. Đây là loài động vật rất quý hiếm có tên trong Sách Đỏ, lần đầu tiên được phát hiện trong rừng Pù Huống. Khu bảo tồn thiên nhiên mở rộng điều tra tổng quát để nắm rõ đàn voọc xám sinh trưởng, sống trong khu bảo tồn.
Tháng 11 năm 2010, các nhà khoa học thuộc Trường Đại học Lâm nghiệp tiến hành điều tra cũng ghi nhận sự tồn tại của một Voọc xám trong Khu bảo tồn.Tuy nhiên, đây mới chỉ là phát hiện ban đầu chưa có thông tin chính xác về mật độ, kích thước quần thể của loài Voọc này. Có con Voọc xám bị người dân ở xung quanh Khu Pù Huống sau khi phát hiện và bắn chết vào năm 2010. Sau khi hay tin người dân bắn chết con Voọc này lãnh đạo Khu Pù Huống đã mua lại bộ lông nó với giá hơn 3 triệu đồng về để nghiên cứu.
Trong lúc đi tuần tra khu vực Khu bảo tồn thiên nhiên Pù Huống, cán bộ của vườn đã phát hiện tiếng kêu của loài Voọc xám đang sinh sống tại đây. Sau khi phát hiện, cán bộ đã tiến hành ghi âm tiếng kêu để điều tra loài Voọc xám quý hiếm này. Sau khi phát hiện tiếng kêu của loài Voọc xám, Khu bảo tồn đã đề xuất hoạt động Điều tra mật độ, kích thước quần thể, tình trạng đe doạ và lập kế hoạch hành động bảo tồn loài Voọc xám Khu bảo tồn thiên nhiên Pù Huống để tránh người dân săn bắn và giết hại nó. Hiện ở Việt Nam còn sót lại khá ít về loài Voọc xám này.
Năm 2013, trong khi tiến hành điều tra các Loài động thực vật tại Khu vực xác lập Khu bảo tồn loài Hạt trần quý hiếm tại xã Nam Động, huyện Quan Hoá, đoàn điều tra phát hiên 02 cá thể Voọc, đây là 02 cá thể đầu đàn của loài Voọc xám tại khu vực núi Pha Phanh Theo nhận định ban đầu của các chuyên gia về động vật của Viện Sinh thái và Bảo vệ công trình Việt Nam, đây là 2 cá thể đầu đàn của loài voọc xám. Tuy nhiên, đây mới chỉ là phát hiện ban đầu, chưa có thông tin chính xác về mật độ, kích thước quần thể của loài voọc xám này.
Năm 2016, Khu Bảo tồn thiên nhiên Xuân Liên (Thanh Hóa) đã ghi nhận được bảy đàn với tổng số từ 192-212 cá thể voọc xám Đông Dương, đây là đàn voọc xám Đông Dương lớn nhất Việt Nam. Số cá thể voọc xám Đông Dương nêu trên phân bố, sinh sống tại bốn dạng sinh cảnh là: rừng thường xanh trên núi đá vôi, rừng thường xanh á nhiệt đới, rừng thường xanh nhiệt đới ít bị tác động, rừng hỗn giao giữa gỗ và cây giang, nứa, thuộc tám tiểu khu của Khu bảo tồn, hiện nay, phân loài voọc này chỉ còn ghi nhận ở 5 tỉnh, trong đó có Thanh Hóa.